# Acacia effusa
Acacia effusa é uma espécie de leguminosa do gênero Acacia, pertencente à família Fabaceae.